# Université de Fraserburgh
L'Université de Fraserburgh était une université de courte durée fondée en 1592 à Fraserburgh, en Écosse, par Alexander Fraser de Philorth.

## Histoire
En 1592, Fraserburgh devint une ville et Alexander Fraser reçut l'autorisation de fonder une université. En 1597, le Parlement le confirma et accepta de lui fournir de l'argent pour sa création,.
Charles Ferme, qui avait auparavant étudié et enseigné à l'Université d'Édimbourg, fut nommé recteur en 1600, mais ce fut de courte durée puisqu'il fut arrêté en 1605 pour avoir assisté à l'assemblée générale d'Aberdeen,.
Ferme fut libéré en 1609 et continua à enseigner à Fraserburgh jusqu'à sa mort en 1617. La partie survivante de l'université, la Tablette de Moïse, est située dans l'église de la ville,.